# NGC 1706
NGC 1706 è una vasta galassia a spirale situata nella costellazione del Dorado, a una distanza di circa 236 milioni di anni luce dalla nostra Via Lattea.

## Scoperta
La galassia è stata scoperta il 25 dicembre 1837 dall'astronomo britannico John Herschel.

## Descrizione
NGC 1706 ha una classe di luminosità I-II.

## Gruppo di ESO 85-38
NGC 1706 fa parte di un gruppo di tre galassie denominato Gruppo di ESO 85-38. La terza galassia del gruppo è NGC 1771.